# وازگن صفریان
وازگن صفریان (به ارمنی Վազգեն Սաֆարեան - به انگلیسی Vazgen Safarian)، (زاده ۱۳۳۳ تهران) بازیکن فوتبال سابق ارمنی‌تبار اهل ایران است.

## زندگی‌نامه
وازگن صفریان ورزش فوتبال را از سیزده سالگی و در تیم محلی ارمنی‌ها «هرازدان مجیدیه» شروع کرد. در چهارده سالگی به تیم جوانان آرارات پیوست و با این تیم در مسابقات جوانان تهران به مقام نایب قهرمانی رسید. در نوزده سالگی به تیم بزرگسالان آرارات پیوست و با این تیم به مقام نایب قهرمانی باشگاه‌های تهران رسید. در سال ۱۳۵۵ خورشیدی به تیم باشگاه فوتبال پرسپولیس تهران پیوست و با این تیم در دو دوره نایب قهرمان باشگاه‌های ایران شد.
در سال ۱۳۵۳ خورشیدی همراه تیم ملی امید ایران به کشور بحرین رفت و در سال ۱۳۵۴ خورشیدی با تیم ملی فوتبال ایران به کشور چین و در سال ۱۳۶۰ خورشیدی به پاکستان رفت و به مقام قهرمانی جام «قائد اعظم» نائل آمد. وازگن صفریان در سال ۱۳۶۳ خورشیدی با تیم ملی ایران برای مسابقات جام ملت‌های آسیا به کشور سنگاپور رفت و به مقام چهارم دست یافت.